# ほしいものはなんですか?
『ほしいものはなんですか?』は、ミシマ社発行の4コマ漫画。著者は益田ミリ。

## 概要
小学生のリナの目線を通して、その母親のミナ子と、おばのタエの生活が描かれる。

## 書誌情報
- ほしいものはなんですか?
  - 単行本 2010年5月4日発売、ミシマ社、ISBN 978-4-903908-18-2

## 登場人物
リナ
主人公。小学生の女の子。
ミナ子
リナの母親
タエ子
リナのおば。
慎一
リナの父親。悪い人ではないが……。
さわ子
66歳の女性。